# Bretagne-Schuller/2012
Deze pagina geeft een overzicht van de wielerploeg Bretagne-Schuller in  2012.

## Algemeen
Algemeen manager: Joël Blevin
Ploegleiders: Emmanuel Hubert, Roger Trehin
Fietsmerk: KTM

## Renners
| Naam              | Geboortedatum | Nationaliteit | Ploeg 2011         |
| ----------------- | ------------- | ------------- | ------------------ |
| Eric Berthou      | 23-08-1980    | Frankrijk     |                    |
| Jean-Marc Bideau  | 08-04-1984    | Frankrijk     |                    |
| Guillaume Blot    | 28-03-1985    | Frankrijk     |                    |
| Dimitri Champion  | 06-09-1983    | Frankrijk     | Ag2r - La Mondiale |
| Jean-Luc Delpech  | 27-10-1979    | Frankrijk     |                    |
| Renaud Dion       | 06-01-1978    | Frankrijk     |                    |
| Sébastien Duret   | 03-09-1980    | Frankrijk     |                    |
| Armindo Fonseca   | 01-05-1989    | Frankrijk     |                    |
| Florian Guillou   | 29-12-1982    | Frankrijk     |                    |
| Mathieu Halleguen | 11-10-1988    | Frankrijk     |                    |
| Romain Hardy      | 24-08-1988    | Frankrijk     |                    |
| Johan Le Bon      | 03-10-1990    | Frankrijk     |                    |
| Geoffroy Lequatre | 30-06-1981    | Frankrijk     | Team RadioShack    |
| Gaël Malacarne    | 02-04-1986    | Frankrijk     |                    |
| Laurent Pichon    | 19-07-1986    | Frankrijk     |                    |
| Florian Vachon    | 02-01-1985    | Frankrijk     |                    |

## Belangrijke overwinningen
| Ronde van de Haut-Var 1e etappe: Romain Hardy Parijs-Troyes Winnaar: Jean-Marc Bideau Classic Loire-Atlantique Winnaar: Florian Vachon Ronde van Normandië 6e etappe: Jean-Marc Bideau Internationaal Wegcriterium 1e etappe: Florian Vachon Val d'Ille U Classic 35 Winnaar: Eric Berthou | Ronde van Bretagne 2e etappe: Eric Berthou Ronde de l'Oise 4e etappe: Jean-Luc Delpech Eindklassement: Jean-Luc Delpech Ronde van Thüringen 2e etappe: Johan Le Bon Boucles de la Mayenne Eindklassement: Laurent Pichon Parijs-Bourges Winnaar: Florian Vachon |

Mannen: 2005 · 2006 · 2007 · 2008 · 2009 · 2010 · 2011 · 2012 · 2013 · 2014 · 2015 · 2016 · 2017 · 2018 · 2019 · 2020 · 2021 · 2022 · 2023 · 2024 · 2025
Vrouwen: 2020 · 2021 · 2022 · 2023 · 2024 · 2025